# Бисјер (Горња Саона)
Бисјер (фр. Bussières) насеље је и општина у источној Француској у региону Франш-Конте, у департману Горња Саона која припада префектури Везул.
По подацима из 2011. године у општини је живело 321 становника, а густина насељености је износила 52,54 становника/km². Општина се простире на површини од 6,11 km². Налази се на средњој надморској висини од 258 метара (максималној 306 m, а минималној 210 m).

## Демографија
| 1962. | 1968. | 1975. | 1982. | 1990. | 1999. | 2011. |
| ----- | ----- | ----- | ----- | ----- | ----- | ----- |
| 162   | 195   | 201   | 272   | 305   | 283   | 321   |

График промене броја становника у току последњих година